# Philémon Yang
Philémon Yang (Jiketem-Oku, 14 de junio de 1947) es un político camerunés, ex primer ministro, cargo que ocupó desde el 30 de junio de 2009, cuando sucedió a Ephraïm Inoni, hasta el 4 de enero de 2019, cuando le sucedió Joseph Dion Ngute. Es el actual presidente de la Asamblea General de las Naciones Unidas (ONU). Es miembro del Movimiento Democrático del Pueblo Camerunés (RDPB) y en el pasado ocupó el cargo de embajador camerunés en Canadá. 

## Biografía
Yang nació en Jikejem - Oku, en la división Bui de la región noroeste de Camerún. Después de estudiar derecho en la Universidad de Yaundé, se convirtió en fiscal en el Tribunal de Apelación de Buéa en enero de 1975. Fue nombrado al gobierno como viceministro de Administración Territorial el 30 de junio de 1975 y ascendido a ministro de Minas y Energía el 8 de noviembre de 1979. Permaneció en este cargo durante más de cuatro años antes. para ser destituido de su cargo el 4 de febrero de 1984. Luego se convirtió en Embajador en Canadá el 23 de octubre de 1984, donde sirvió durante 20 años. su título fue cambiado a Alto Comisionado cuando Camerún se unió a la Comunidad de Naciones en 1995. También fue Decano del Cuerpo Diplomático en Canadá durante aproximadamente 10 años. 
El tiempo que Yang pasó en Ottawa se gastó en obtener más ayuda extranjera para su país, a pesar de las preocupaciones de Canadá sobre los abusos de los derechos humanos y la corrupción. Él y otros representantes de los países africanos acogieron con satisfacción el compromiso de Canadá con el alivio de la deuda en 2000. El Sr. Yang vivió en el vecindario Grenfell Glen de Ottawa durante su larga historia. mandato como Alto Comisionado. Dirigió a la delegación camerunesa a las negociaciones sobre el Protocolo de Cartagena sobre Seguridad de la Biotecnología desde febrero de 1998 hasta enero de 2000, y después de la adopción del Protocolo el 29 de enero de 2000, fue nombrado presidente de la Comité Intergubernamental para el Protocolo de Cartagena (ICCP). 
Permaneció como Alto Comisionado en Canadá hasta que fue nombrado Secretario General Adjunto de la Presidencia de Camerún el 8 de diciembre de 2004. Salió de Ottawa el 17 de diciembre y fue nombrado Secretario General Adjunto de La presidencia el 21 de diciembre.  Más tarde, Yang fue nombrado Presidente de la Junta de Directores de Camerún Airlines Corporation a fines de diciembre de 2008. 
El 30 de junio de 2009, el presidente Paul Biya nombró a Yang como primer ministro. Él reemplaza a otro hablante de inglés, Ephraim Inoni. [11] El nombramiento del Sr. Yang ha sido la mayor reforma del gobierno desde el nombramiento de su antecesor como primer ministro en diciembre de 2004. Biya dijo a la radio que tres ministros del gobierno anterior habían cambiado su ubicación, seis Se han agregado nuevos nombres y se han eliminado seis carteras. La oposición dijo que no esperaba muchos cambios, en parte debido a la continua existencia del gobierno. Habían esperado una copa con treinta ministros; El número real se mantiene en los años sesenta. La reorganización fue provocada por la ira pública por el aumento de los precios de los alimentos y el descontento con el alto nivel de corrupción del gobierno. Además, Biya ha tratado de fortalecer su apoyo para la próxima elección presidencial de 2011. Otros Yang fueron nombrados nuevos ministros de defensa, correos y telecomunicaciones, comunicación, educación y promoción de la Mujer, agua y energía y deportes. En marzo de 2024, Philémon Yang es designado candidato africano a la presidencia del 79.º período de sesiones de la Asamblea General de las Naciones Unidas, cargo que ganó en junio de 2024.